# Wolfgang Lippert (Sinologe)
Wolfgang Lippert (* 28. März 1932; † 1. Juni 2022) war ein deutscher Sinologe und Hochschullehrer.

## Leben
Er studierte Sinologie und Japanologie an der Humboldt-Universität Berlin und promovierte am 16. Dezember 1964 an der Universität Frankfurt am Main. 1976 habilitierte er sich in Tübingen. Von 1978 bis 1997 war er Inhaber des Lehrstuhls für Sinologie in Erlangen.
Seine Forschungsschwerpunkte waren die chinesische Sprachwissenschaft und die moderne Geschichte Chinas unter der Herrschaft von Mao Zedong und in der nachfolgenden Zeit.

## Schriften (Auswahl)
- Das Satzthema in der modernen chinesischen Sprache. 1965, OCLC 255739386.
- Gesellschaft und Wirtschaft in der Volksrepublik China. Nürnberg 1979, OCLC 74830842.
- Entstehung und Funktion einiger chinesischer marxistischer Termini. Der lexikalisch-begriffliche Aspekt der Rezeption des Marxismus in Japan und China. Wiesbaden 1979, ISBN 3-515-02951-6.